# Zabieg Urbana
Zabieg Urbana – metoda operacyjna polegająca na doszczętnym usunięciu sutka z mięśniami piersiowymi i tkanką dołu pachowego z węzłami chłonnymi. W stosunku do zabiegu Halsteda poszerzona jest o usunięcie węzłów chłonnych położonych wzdłuż tętnicy piersiowej wewnętrznej.